# Чувашская мифология
Чува́шская мифоло́гия и традицио́нная рели́гия (чув. Чӑваш халаплӑхӗ тата ваттисен йӑли) — комплекс мировозрений, верований и культов чуваш, в основном существовавший в IX—XIX вв. Многие черты мифологии и религии среди некрещёных чувашей сохраняются и в наше время, в том числе сохранены традиционные обряды погребения, система праздников и ритуалов.
Традиционная религия называется некрещёными чувашами «обычаем предков» (чув. ваттисен йӑли), а также чув. тӗне (мироустройство), а её приверженцы — «истинными чувашами» (чув. чӑн чӑваш).

## Сотворение мира
По преданиям чуваш, мир создан богом Турă. Сначала на земле были только один язык и одна вера. Затем на земле появилось 77 разных народов, 77 разных языков и 77 разных вероисповеданий.
Была сплошная ночь (тĕттĕм тĕнче), в нём родились три солнца, и так появился светлый мир (çут тĕнче). Они своим теплом растопили тьму — появилась вода (бескрайний океан), в океане появилась утка. Утке нужна была еда — под водой появилась рыба. Утка устала плавать, она захотела отдохнуть. Поэтому утка начала нырять и доставать со дна океана глину, землю и камни. Таким образом в центре океана образовалась суша. Среди камней утка нашла три зёрнышка. Закопала три зёрнышка в землю, из них выросли травы, цветы и деревья.
Однажды ночь и три брата солнца начали между собой спорить о том, кто же из них главнее. Они решили создать человека для того, чтобы тот рассудил их. Человека они слепили из глины. Спросив его, они получили от человека ответ: «Вы трое — главнее всех. Вы даёте тепло, от которого растут и существуют растения». Ночь услышала это и обиделась.
Время шло, человеку стало скучно. Решил человек создать себе друга из глины. Но так как он не знал, как правильно создавать человека, случайно слепил женщину, которая оказалась не похожей на него. Так появились первые люди, от которых впоследствии появились чуваши.
В последующем, молодое поколение чуваш устало от бесконечной жары. Они решились попросить самого лучшего охотника уничтожить все три солнца. Старики говорили: «Нельзя этого делать. Серьёзная беда ждёт человека». Но молодые их не послушали. Решились уничтожить солнца.
На следующий день охотник выдвинулся к солнцам. Метким выстрелом охотник попал в первое солнце и разбил его на мелкие-мелкие кусочки, от его осколков образовались звёзды. Оставшиеся два солнца испугались и начали убегать, но охотник вторым выстрелом успел ранить ещё одно солнце, из за этого оно стало светить тускло — так образовалась луна. Третье солнце, увидев всё это, успело спрятаться под воду.
Отныне на Земле стало не так жарко, даже холодно — появилась зима. Теперь люди поняли, какую жестокую ошибку они совершили, они начали таскать камни для того, чтобы соорудить самую высокую гору и впоследствии подняться высоко вверх и склеить разбитое солнце. Но горы немножко не хватило, чтобы дотянуться с неё до самой вершины седьмого неба, поэтому было решено на вершине посадить дуб, который будет связывать небо и землю. Спрятавшееся уцелевшее третье солнце, увидев это всё, сделало вывод, что люди осознали свою ошибку. Солнце вышло из океана и поднялось высоко-высоко вверх. Теперь люди поклонялись солнцу и просили прощения с помощью векового дуба, который был посажен на вершине горы.
Впоследствии ночь и солнце между собой договорились о том, что днём будет главным — солнце, а ночью — тьма.
С тех пор чуваши повсеместно рисуют и вышивают узоры — три солнца, утку, океан, квадратную землю и вековой дуб.
Чувашский бог Турă переводится с чувашского, как «Создатель» и «Горное Солнце».

## Структура мира
Для чувашского язычества характерно многоярусное представление о мире. Мир состоял из трех частей и семи слоёв: трёхслойный верхний мир, однослойный наш мир и трёхслойный нижний мир.
В чувашской структуре мироздания прослеживается общетюркское деление на надземные и подземные ярусы. В одном из небесных ярусов живёт главный пирешти Кебе, который передаёт молитвы людей богу Турă, обитающему в самом верхнем ярусе. В надземных ярусах находятся и светила — луна ниже, солнце выше.
Первый надземный ярус находится между землёй и облаками. Раньше верхняя граница находилась гораздо ниже («на высоте крыши ветряных мельниц»), но облака поднялись выше, когда люди стали хуже. В противовес подземным ярусам, поверхность земли — мир людей — называется «верхним миром»(Çỹлти çанталăк). По форме земля четырёхугольная, в заговорах часто упоминается «четырехугольный светлый мир» (Тăват кĕтеслĕ çут çанталăк).
Земля была квадратной. На ней жили разные народы. Чуваши верили, что их народ живёт в середине земли. Священное дерево, древо жизни, которому чуваши поклонялись, поддерживало небосвод посередине. С четырёх сторон, по краям земного квадрата, небосвод поддерживали четыре столба: золотой, серебряный, медный и каменный. На верхушках столбов располагались гнезда, в них по три яйца, на яйцах — утки.
Берега земли омывал океан, бушующие волны постоянно разрушали берега. «Когда край земли дойдет до чувашей, конец света придёт», — верили древние чуваши. В каждом углу земли стояли на страже земли и людской жизни чудесные богатыри. Они охраняли наш мир от всякого зла и несчастий.
Верховный бог находился в верхнем мире. Он правил всем миром. Громы и молнии метал, дождь пускал на землю. В верхнем мире находились души святых и души не родившихся детей. Когда человек умирал, душа его по узенькому мосту, переходя на радугу, поднималась в верхний мир. А если он был грешен, то, не пройдя узкого моста, душа человека падала в нижний мир, в ад. В нижнем мире стояло девять котлов, где варились души грешных людей. Слуги дьявола непрестанно поддерживали под котлами огонь.

## Боги и духи
В чувашской мифологии, по В. К. Магницкому, всего существовало более 210 богов и преданных им духов разных рангов и функций. Они населяли небо, землю и подземный мир. Д. Месарош указывал:
Если последовательно, внимательно присмотримся к старой вере чувашей, особенно в том, что касается памяти Бога, находим значительные расхождения, например, с чистой шаманской верой алтайских тюрок. Культ хороших и злых духов померк, а роль шамана-жреца полностью потеряна. Однако в сегодняшнем веровании чувашей отчётливо вырисовывается понятие о единственном боге, что ни в коем случае не похоже на язычество. Русские исследователи В. А. Сбоев, В. К. Магницкий без особых знаний языка и предмета не могли выделить это настолько характерное свойство чувашской мифологии, поэтому исходили из следующего: поскольку речь идёт о язычестве, чёрной вере, то, следовательно, каждый дух и фигура воображения это и есть Бог. И под это понятие подгоняли из текстов жертвенных молитв каждое уже не имеющее значения слово, называя Богом, и даже названия определённых болезней, без какой-либо систематизации и знания языка. В главе, посвящённой Богу, я подробно говорю о чувашском монотеизме
О количестве богов существует несколько мнений. По одному мнению, бог один — Верховный бог (Ҫӳлти Турă), а остальные только прислуживают ему и являются духами. Другие считают чувашскую веру многобожьей.
- Тура — верховный (по мнению ряда исследователей, единственный) бог в чувашской мифологии
- Ама  — богиня-мать в чувашском пантеоне, мать-земля, богиня плодородия, покровительница женщин и детей
- Кебе — божество, распределяющее судьбы
- Пихампар — защитник (покровитель), наделяет людей хорошими качествами, посылает пророческие видения
- Пюлехще —  спаситель, хранитель, провидец, раздает людям несчастливый либо счастливый жребий, бог удачиСурлан — северное сияние, кормилица, раздающая души младенцев
- Шуйттан - повелитель подземного мира, божество мрака и зла
- Пирешти — добрый дух, ангел (в переводе: безликий, без образа)
- Вут ами —  мать огня
- Вут ащи — отец огня
- Албаста — злое существо в виде женщины с четырьмя грудями
- Арзюри — дух, хозяин леса, леший
- Вубар — злой дух, насылал болезни, нападал на спящего человека
- Вите хуси — хозяин хлева
- Вудаш — злой дух, обитающий в воде
- Ийе — дух, обитающий в банях, мельницах, заброшенных домах, хлевах и т. д.
- Ирих — божество-хранитель домашнего очага; дух, способный насылать на людей болезни
- Келе — злой дух.
- Вупкан — злой дух, насылающий болезни, невидимый или в виде собаки.
- Хэрле щыр — добрый дух, живущий в небесах
- Эсрель — дух смерти

## Мифические существа
- Асьтаха
- Ашапатман
- Огненный змей
- Пирешти
- Шоргоны
- Куйгараш
- Семрук

## Герои
- Адыл Батыр
- Улып
- Туйтупалар
- Чернышь
- Темень

## Ырамась
Ы́рамась (чув. Ырăмçи, Ăрăмăç) — человек, обладающий мифической силой; в народе его называли творцом, мудрецом, волшебником, всесильным, вещим, ворожеем, колдуном, знахарем, чародеем и т. д. Иногда он выступал в роли юмăç и мăчавăр. Его действия, направленные на достижение добра или зла, представлялись в виде сотворения микрокосма и сопровождались заклинаниями, заговорами, гимнами-речитативами. Их текст часто заключал в себе формулу обращения к Аша, которое повторялось по 3, 5, 7, 9 раз, что было связано с представлениями о магической силе нечётных чисел. Количество повторений формулы зависело от силы желания достичь поставленные цели.
Ырāмаç (Ырāмçā) — в буквальном смысле означает «Добродетель». Происходит от слова Ырā — Добро. В чувашской истории есть заметка из Якушкинского куста про священное место «Карталлā Ыр» (Киреметь) где Ырамась проводил обряды при помощи целительных трав, грибов и заклинаний. Он задабривал духов зла, снимал порчу, приносил человеку оздоровление. Согласно некоторой точке зрения, чувашское ăрăмăç происходит из орхоно-енисейского ырк (гадание). Другие тюркские соответствия — тат. ырымчы, узб. иримчи. В современном чувашском языке этим словом обозначают народных целителей и экстрасенсов.

## Мифические места
- гора Арамази, к которой был прикован праотец чувашей Улып.
- гора Аратан — гора подземного мира. Одноимённая гора находится в Шемуршинском районе на территории национального парка «Чаваш Вармане».
- ырсамай (киреметь), картала ыр, Валем Хузя. Государственная киреметь серебряных булгар в столице булгар Пюлере (Биляр).
- Сетле-кюль — согласно ряду мифов, молочное озеро, на берегах которого живут потомки последнего казанского хана.

## Взаимосвязь с другими религиями
Мифология и религия чувашей унаследовали много черт от тенгрианства. Тем не менее, они ушли от общего корня гораздо дальше, чем верования других тюркских народов.
Монотеистический характер чувашской веры иногда объясняется сильным влиянием ислама. Исламскими (арабскими и персидскими) по происхождению являются многие религиозные термины. Традиции ислама сказались на молельных, погребальных и др. обычаях чувашей. Позднее чувашская вера испытала не менее сильное влияние со стороны христианства. В наши дни среди чувашей, проживающих в сельской местности, достаточно сильно распространен религиозный синкретизм, где христианские традиции тесно переплетены с «языческими» (древнечувашской религией).